# Liste du patrimoine culturel immatériel de l'humanité au Liban
Cet article recense les pratiques inscrites au patrimoine culturel immatériel au Liban.

## Statistiques
Le Liban ratifie la convention pour la sauvegarde du patrimoine culturel immatériel le 8 janvier 2007. La première pratique protégée est inscrite en 2014.
En 2023, le Liban compte 3 éléments inscrits au patrimoine culturel immatériel, sur la liste représentative.

## Listes

### Liste représentative
Les éléments suivants sont inscrits sur la liste représentative du patrimoine culturel immatériel de l'humanité :
| Élément                                                         | Type | Subdivision | Année | Lien  | Notes | Illus. |
| --------------------------------------------------------------- | --- | ----------- | ----- | ----- | --- | ------ |
| Al-Zajal, poésie déclamée ou chantée                            | arts du spectacle                                                                                              |             | 2014  | 01000 | |        |
| La calligraphie arabe : connaissances, compétences et pratiques | pratiques sociales, rituels et événements festifs savoir-faire liés à l’artisanat traditionnel                 |             | 2021  | 01718 | Partagé avec l'Arabie saoudite, l'Algérie, Bahreïn, l'Égypte, les Émirats arabes unis, l'Irak, la Jordanie, le Koweït, la Mauritanie, le Maroc, Oman, la Palestine, le Soudan, la Tunisie et le Yémen |        |
| Al-man'ouché, une pratique culinaire emblématique au Liban      | pratiques sociales, rituels et événements festifs connaissances et pratiques concernant la nature et l'univers |             | 2023  | 02000 | |        |

### Patrimoine immatériel nécessitant une sauvegarde urgente
Le Liban ne compte aucun élément listé sur la liste du patrimoine immatériel nécessitant une sauvegarde urgente.

### Registre des meilleures pratiques de sauvegarde
Le Liban ne compte aucune pratique listée au registre des meilleures pratiques de sauvegarde.